# Ganesha (geslacht)
Ganesha is een geslacht van ribkwallen uit de klasse van de Tentaculata.

## Soorten
- Ganesha annamita Dawydoff, 1946
- Ganesha elegans (Moser, 1903)